# Thunder Bay (Ontario)
Thunder Bay [ˈθʌndɚˌbeɪ̯] ist eine Stadt am Oberen See in der Provinz Ontario mit 107.909 Einwohnern (Stand: 2016) auf einer Fläche von 328,36 km². Sie liegt an der Thunder Bay im Westen des Oberen Sees und ist die zweitgrößte Stadt in Nordontario. Thunder Bay ist auch die Hauptstadt des gleichnamigen Districts in Ontario.
Die Stadt entstand 1970 durch die Fusion der Städte Fort William, Port Arthur und der Gemeinden Neebing und McIntyre. Der Hafen Thunder Bays ist eine wichtige Verbindung zur Verschiffung von Getreide und anderen Produkten in Westkanada.

## Demografie
Der Zensus im Jahr 2016 ergab für die Stadt eine Bevölkerungszahl von 107.909 Einwohnern, nachdem der Zensus im Jahr 2011 für die Gemeinde eine Bevölkerungszahl von 108.359 Einwohnern ergeben hatte. Die Bevölkerung hat damit im Vergleich zum letzten Zensus im Jahr 2011 entgegen dem Trend in der Provinz leicht um 0,4 % abgenommen, während der Provinzdurchschnitt bei einer Bevölkerungszunahme von 4,6 % lag. Bereits im Zensuszeitraum von 2006 bis 2011 hatte die Einwohnerzahl in der Gemeinde entgegen dem  Provinzdurchschnitt leicht um 0,7 % abgenommen, während die Gesamtbevölkerung in der Provinz um 5,7 % zunahm.

## Wirtschaft und Infrastruktur

### Wirtschaft
Als größte Stadt im Nordwesten Ontarios ist Thunder Bay das Oberzentrum der Region mit Einrichtungen zur medizinischen Versorgung, mehreren Behörden und Einkaufsmöglichkeiten. Zu den größten Arbeitgebern der Stadt gehören die Kommune selbst sowie viele öffentliche Einrichtungen, u. a. das Thunder Bay Regional Health Sciences Centre, welches 2.500 Mitarbeiter beschäftigt, und das Lakehead District School Board und die Provinzregierung Government of Ontario mit jeweils ca. 1.500 Mitarbeitern. Zu den größten Arbeitgebern der Privatindustrie gehören Bowater Forest Products, AbitibiBowater und Buchanan Forest Products.
Bombardier Transportation verfügt über ein Produktionswerk für Schienenfahrzeuge und Schieneninfrastruktursysteme in der Stadt und Wasaya Airways.

### Energie
In der Thunder Bay stand das letzte Kohlekraftwerk Ontarios. 2014 hat die Provinz Ontario den Ausstieg aus der Kohle vollzogen. Das Kraftwerk in der Thunder Bay wurde auf die Verbrennung von Biomasse umgerüstet.

### Bildung
In Thunder Bay befinden sich 38 Grund- und 3 Mittelschulen, 8 High Schools und 2 private Schulen sowie eine Schule für Erwachsenenbildung. Weiterhin befinden sich mit dem Confederation College und der Lakehead University zwei Hochschulen in der Stadt.

### Medien
Größte Tageszeitung ist The Chronicle-Journal mit einer Auflage von ca. 28.000 Stück. Daneben erscheinen zwei wöchentliche Zeitungen: das Thunder Bay's Source sowie die Studentenzeitung The Argus. 
Thunder Bay wird von mehreren Fernsehsenderanstalten versorgt, u. a. den großen Senderketten  CTV, Global und CBC. Die Programme werden vom Kabelnetzbetreiber Thunder Bay TV ins Kabelnetz eingespeist. Ein weiterer Kabelnetzbetreiber ist Shaw Media. Daneben können Sender aus dem benachbarten Michigan empfangen werden.

## Kultur
Thunder Bay erhielt 2003 den Titel „Cultural Capital of Canada“. Die gesamte Stadt ist durch die zahlreichen Kulturen geprägt. So befinden sich ein Finnish Labour Temple, das Scandinavia House, das Italian Cultural Centre sowie die Polish Legion nebst weiteren kulturelle Einrichtungen in Thunder Bay.

## Verkehr
Thunder Bay ist durch Flug-, Zug- und Schiffsverkehr an andere Landesteile angeschlossen. Die Stadt liegt an verschiedenen Highways, unter anderem am Ontario Highway 17, welcher Teil des Trans-Canada Highways ist.
Der innerstädtische Personennahverkehr wird von Thunder Bay Transit mit 17 Buslinien betrieben und verbindet auch die umliegenden Städte mit Thunder Bay. 
In Thunder Bay verkehren ausschließlich Güterzüge, der Reisezugverkehr wurde 1990 eingestellt. Die Eisenbahnstrecken werden von Canadian National Railway und Canadian Pacific Railway betrieben. 
Der Thunder Bay Airport befindet sich in der Nähe und bietet planmäßige Flugverbindungen überwiegend innerhalb Kanadas an. Der Flughafen ist von Nav Canada als Port of Entry klassifiziert und es sind hier ständig Beamte der Canada Border Services Agency stationiert, sodass auch internationale Routen bedient werden können.
Thunder Bay verfügt über einen Hafen. Der Port of Thunder Bay ist der größte Hafen auf dem Sankt-Lorenz-Seeweg und der sechstgrößte in Kanada.

## Sportliche Ereignisse
Am 1. September 1980 musste der kanadische Nationalheld Terry Fox seinen „Marathon der Hoffnung“ (Marathon of Hope) nahe Thunder Bay unterbrechen. Er konnte ihn nicht mehr wieder aufnehmen und starb wenige Monate später in New Westminster nahe Vancouver. 
Im Jahr 1995 war Thunder Bay der Austragungsort der Nordischen Skiweltmeisterschaften 1995.
Die Junioren-Baseballweltmeisterschaft 2010 war ein von der IBF ausgetragener Wettbewerb, der vom 23. Juli bis 1. August 2010 im Port Arthur Stadium in Thunder Bay ausgetragen wurde.

## Partnerstädte
- Seinäjoki, Finnland seit 1974
- Little Canada (Minnesota), USA seit 1977
- Duluth (Minnesota), USA seit 1980
- Keelung, Republik China (Taiwan) seit 1988
- Gifu, Japan seit 2007

## Söhne und Töchter der Stadt
- 1912, 10. Oktober, Cecil J. Nesbitt, Mathematiker († 22. Oktober 2001)
- 1914, 27. Mai, Hugh Le Caine, Physiker, Komponist und Pionier der elektronischen Musik († 3. Juli 1977)
- 1918, 5. März, David Howard, Segler († 21. Januar 2023)
- 1930, 24. Juni, Dave Creighton, Eishockeyspieler († 18. August 2017)
- 1940, 4. September, Mona Kelly, Sängerin
- 1949, 28. November, Paul Shaffer, Musiker
- 1952, 13. April, Thomas Milani, kanadisch-italienischer Eishockeyspieler († 28. Dezember 2021)
- 1957, 30. März, Trevor Johansen, Eishockeyspieler
- 1957, 10. Oktober, Bill Keenan, Freestyle-Skier
- 1960, 14. Februar, Walt Poddubny, Eishockeyspieler, -trainer und -funktionär († 21. März 2009)
- 1961, 10. April, Debbie Clarke, Schwimmerin
- 1964, 13. März, Steve Collins, Skispringer
- 1964, 28. Juni, Dave Walker, Freestyle-Skier
- 1964, 8. September, Norm Maciver, Eishockeyspieler
- 1966, 27. Januar, Dave Whistle, kanadisch-britischer Eishockeyspieler und derzeitiger -trainer
- 1967, 11. März, Bill Houlder, Eishockeyspieler
- 1971, 16. März, Greg Johnson, Eishockeyspieler († 8. Juli 2019)
- 1971, 4. Juli, Steve Rucchin, Eishockeyspieler
- 1972, 30. November, Sean Pronger, Eishockeyspieler
- 1974, 14. Januar, Kevin Durand, Schauspieler
- 1975, 6. September, Robbi Weldon, Behindertensportlerin
- 1975, 23. November, Mike McDonald, Freestyle-Skier
- 1977, 27. Juni 1977, Liam Parsons, Ruderer
- 1977, 14. September, Paul Traynor, Eishockeyspieler
- 1978, 4. August, Jeremy Adduono, Eishockeyspieler
- 1981, 7. Januar, Alex Auld, Eishockeytorwart
- 1981, 8. April, Jason Jaspers, Eishockeyspieler
- 1981, 14. September, Ryan Wedding, Snowboarder
- 1981, 27. Dezember, Patrick Sharp, Eishockeyspieler
- 1982, 28. August, Mike Wehrstedt, Eishockeyspieler
- 1983, 4. November, Melanie Kok, Leichtgewichts-Ruderin
- 1984, 29. Oktober, Eric Staal, Eishockeyspieler
- 1985, 19. Dezember, Carter Hutton, Eishockeytorwart
- 1986, 17. Juni, Marie Avgeropoulos, Schauspielerin, Model, Musikerin
- 1987, 13. Januar, Marc Staal, Eishockeyspieler
- 1987, 29. April, Bobby Bolt, Eishockeyspieler
- 1988, 6. Juni, Haley Irwin, Eishockeyspielerin
- 1988, 10. September, Jordan Staal, Eishockeyspieler
- 1989, 18. März, Robert Bortuzzo, Eishockeyspieler
- 1990, 21. August, Jared Staal, Eishockeyspieler
- 1994, 21. Mai, Evan Palmer-Charrette, Skilangläufer
- 1994, 25. Mai, Matt Murray, Eishockeytorwart
- 1996, 9. Dezember, Mackenzie Blackwood, Eishockeytorwart

## Klimatabelle
|                       | Jan   | Feb   | Mär   | Apr  | Mai  | Jun  | Jul  | Aug  | Sep  | Okt  | Nov  | Dez   |   |       |
| Mittl. Tagesmax. (°C) | −8,6  | −5,6  | 0,3   | 9,0  | 16,4 | 20,6 | 24,2 | 23,1 | 17,1 | 10,4 | 1,7  | −6,1  | ⌀ | 8,6   |
| Mittl. Tagesmin. (°C) | −21,1 | −18,4 | −11,2 | −3,3 | 2,5  | 7,3  | 11,0 | 10,1 | 4,9  | −0,5 | −7,7 | −17,0 | ⌀ | −3,5  |
|                       |       |       |       |      |      |      |      |      |      |      |      |       |   |       |
| Niederschlag (mm)     | 31,3  | 24,9  | 41,6  | 41,5 | 66,5 | 85,7 | 89,0 | 87,5 | 88,0 | 62,6 | 55,6 | 37,5  | Σ | 711,7 |
|                       |       |       |       |      |      |      |      |      |      |      |      |       |   |       |
| Regentage (d)         | 11,9  | 10,0  | 10,9  | 8,8  | 10,5 | 13,4 | 12,7 | 12,6 | 13,3 | 11,7 | 11,6 | 12,3  | Σ | 139,7 |

| −21,1 |

| −18,4 |

| −11,2 |

| −3,3 |

| 2,5 |

| 7,3 |

| 11,0 |

| 10,1 |

| 4,9 |

| −0,5 |

| −7,7 |

| −17,0 |

| −21,1 |

| −18,4 |

| −11,2 |

| −3,3 |

| 2,5 |

| 7,3 |

| 11,0 |

| 10,1 |

| 4,9 |

| −0,5 |

| −7,7 |

| −17,0 |